# Акулина
Акули́на (лат. Aquilina, дословно — «как орлица») — женское русское личное имя латинского происхождения.

## Святая
Покровительницей имени является святая мученица Акилина Старшая (Aquilina). 12-летняя (отроковица) Акулина жила в III веке и ещё в детстве обратилась к вере Христовой. Своих подруг она также пыталась направить на путь истинный, за что была казнена.

## Верования русского народа
В русском крестьянском сознании святая Акилина трансформировалась в образ Акулины-гречишницы — покровительницы и пособницы урожая гречихи. Её день отмечался в конце июня (26 июня по новому стилю; 13 — по старому). В день Акулины пучками этого растения, сорванного в полях, украшали в домах иконы. На Акулину-гречишницу было принято варить каши и угощать ими нищих, поэтому праздник называли ещё «Днём Мирской каши».
Поскольку в этот день также активизировались кровососущие насекомые (комары, слепни), от которых страдал скот, то вторым её прозвищем стало Акулина — Задери хвосты.

## В литературе
Имя популяризовал Пушкин в повести «Барышня-крестьянка» (1830).

## В музыке
«Акулина» — песня Вячеслава Добрынина.
«Акулина» — оперетта И. Ковнера на сюжет повести А. С. Пушкина «Барышня-крестьянка».